# 粉团
台灣蝴蝶戲珠花（学名：Viburnum plicatum）是五福花科荚蒾属的植物。分布在日本以及中国的贵州、湖北等地，生长于海拔200米至1,800米的地区。

## 别名
雪球荚蒾（中国高等植物图鉴）

## 异名
- Viburnum plicatum Thunb. var. tomentosum (Thunb.) Rehd.